# Alexander Nevskikathedraal (Batoemi)
De Militaire Kathedraal van Alexander Nevski (Russisch: Войсковой собор Святого Александра Невского) was een Russisch-orthodoxe kathedraal in de Georgische stad Batoemi. De kathedraal werd gebruikt door de in Batoemi gelegerde Russische militairen.
Het leggen van de eerste steen en de wijding van de kathedraal vond plaats in aanwezigheid van tsaar Alexander en andere leden van de imperiale familie. De kathedraal bleef tot 1936 operationeel. Tijdens de atheïstische campagne van de Sovjets tegen de Kerk werd de kathedraal verwoest.
Op de plaats van de kathedraal werd later het hotel "Intourist" gebouwd.